# Axel Leander
Axel Leander, född 28 augusti 1888 i Backaryds församling, Blekinge län, död 27 januari 1958 i Ystads församling, Malmöhus län, var en svensk politiker.
Leander var riksdagsledamot för socialdemokraterna från 1937 i första kammaren, invald i Malmöhus läns valkrets.